# Matthew Ridley, IV visconte Ridley
Matthew White Ridley, IV visconte Ridley (Northumberland, 29 luglio 1925 – Northumberland, 22 marzo 2012), è stato un nobile inglese.

## Biografia
Ridley era il figlio di Matthew Ridley, III visconte Ridley, e di sua moglie, Ursula Lutyens, figlia di Sir Edwin Lutyens. Suo fratello minore Nicholas, è stato un importante politico conservatore che ha servito durante il governo di Margaret Thatcher. Studiò all'Eton College prima di unirsi nelle Coldstream Guards e servire in Normandia e in Germania (1944-1945). In seguito si unì al Territorial Army, raggiungendo il grado di colonnello nelle Northumberland Hussars. Nel 1948 si è laureato presso Balliol College di Oxford, prima di servire come un aiutante di campo del Governatore del Kenya.

## Carriera
Ridley successe al padre nella viscontado nel 1964. È stato Presidente del Northumberland County Council (1967-1979). Ha presieduto diverse aziende e società, prima di servire come cancelliere dell'Università di Newcastle (1988-1999), come Lord luogotenente del Northamptonshire (1984-2000) e come Lord Steward (1989-2001).

## Matrimonio
Sposò, il 3 gennaio 1953, Lady Anne Katharine Gabrielle Lumley (16 novembre 1928-2006), figlia di Lawrence Lumley, XI conte di Scarbrough. Ebbero quattro figli:
- Mary Victoria Ridley;
- Cecilia Anne Ridley (1 dicembre 1953), sposò Berkeley Arthur Cole, ebbero due figli;
- Rose Emily Ridley (13 agosto 1956);
- Matthew Ridley, V visconte Ridley (7 febbraio 1958);

## Morte
Morì il 22 marzo 2012.

## Ascendenza
|                                           |                                |                                         | Genitori                                        |  |  | Nonni |  |  | Bisnonni                          |  |  | Trisnonni                          |  |
|                                           |                                |                                         |                                                 |  |  |       |  |  | Matthew Ridley, I visconte Ridley |  |  | Matthew White Ridley, IV baronetto |  |
|                                           |                                |                                         |                                                 |  |  |       |  |  | Matthew Ridley, I visconte Ridley |  |  | Matthew White Ridley, IV baronetto |  |
|                                           |                                | Cecilia Anne Parke                      |                                                 |  |  |       |  |  | Matthew Ridley, I visconte Ridley |  |  |                                    |  |
| Matthew Ridley, II visconte Ridley        |                                |                                         |                                                 |  |  |       |  |  | Matthew Ridley, I visconte Ridley |  |  |                                    |  |
|                                           |                                | Mary Georgiana Marjoribanks             | Dudley Marjoribanks, I barone Tweedmouth        |  |  |       |  |  |                                   |  |  |                                    |  |
|                                           |                                | Mary Georgiana Marjoribanks             | Dudley Marjoribanks, I barone Tweedmouth        |  |  |       |  |  |                                   |  |  |                                    |  |
|                                           |                                | Mary Georgiana Marjoribanks             | Isabella Hogg                                   |  |  |       |  |  |                                   |  |  |                                    |  |
| Matthew White Ridley, III visconte Ridley |                                | Mary Georgiana Marjoribanks             |                                                 |  |  |       |  |  |                                   |  |  |                                    |  |
|                                           |                                | Ivor Guest, I barone Wimborne           | John Josiah Guest, I baronetto                  |  |  |       |  |  |                                   |  |  |                                    |  |
|                                           |                                | Ivor Guest, I barone Wimborne           | John Josiah Guest, I baronetto                  |  |  |       |  |  |                                   |  |  |                                    |  |
|                                           |                                | Ivor Guest, I barone Wimborne           | Charlotte Bertie                                |  |  |       |  |  |                                   |  |  |                                    |  |
| Rosamond Guest                            |                                | Ivor Guest, I barone Wimborne           |                                                 |  |  |       |  |  |                                   |  |  |                                    |  |
|                                           |                                | Cornelia Spencer-Churchill              | John Spencer-Churchill, VII duca di Marlborough |  |  |       |  |  |                                   |  |  |                                    |  |
|                                           |                                | Cornelia Spencer-Churchill              | John Spencer-Churchill, VII duca di Marlborough |  |  |       |  |  |                                   |  |  |                                    |  |
|                                           |                                | Cornelia Spencer-Churchill              | Frances Anne Vane-Stewart                       |  |  |       |  |  |                                   |  |  |                                    |  |
| Matthew Ridley, IV visconte Ridley        |                                | Cornelia Spencer-Churchill              |                                                 |  |  |       |  |  |                                   |  |  |                                    |  |
|                                           | Charles Augustus Henry Lutyens | Charles Lutyens                         |                                                 |  |  |       |  |  |                                   |  |  |                                    |  |
|                                           | Charles Augustus Henry Lutyens | Charles Lutyens                         |                                                 |  |  |       |  |  |                                   |  |  |                                    |  |
|                                           | Charles Augustus Henry Lutyens | Frances Jane Fludger                    |                                                 |  |  |       |  |  |                                   |  |  |                                    |  |
| Edwin Lutyens                             | Charles Augustus Henry Lutyens |                                         |                                                 |  |  |       |  |  |                                   |  |  |                                    |  |
|                                           |                                | Mary Theresa Gallwey                    | John Gallwey                                    |  |  |       |  |  |                                   |  |  |                                    |  |
|                                           |                                | Mary Theresa Gallwey                    | John Gallwey                                    |  |  |       |  |  |                                   |  |  |                                    |  |
|                                           |                                | Mary Theresa Gallwey                    | Bridget Ellen Blood                             |  |  |       |  |  |                                   |  |  |                                    |  |
| Ursula Lutyens                            |                                | Mary Theresa Gallwey                    |                                                 |  |  |       |  |  |                                   |  |  |                                    |  |
|                                           |                                | Robert Bulwer-Lytton, I conte di Lytton | Edward Bulwer-Lytton, I barone Lytton           |  |  |       |  |  |                                   |  |  |                                    |  |
|                                           |                                | Robert Bulwer-Lytton, I conte di Lytton | Edward Bulwer-Lytton, I barone Lytton           |  |  |       |  |  |                                   |  |  |                                    |  |
|                                           |                                | Robert Bulwer-Lytton, I conte di Lytton | Rosina Wheeler                                  |  |  |       |  |  |                                   |  |  |                                    |  |
| Emily                                     |                                | Robert Bulwer-Lytton, I conte di Lytton |                                                 |  |  |       |  |  |                                   |  |  |                                    |  |
|                                           |                                | Edith Villiers                          | Edward Ernest Villiers                          |  |  |       |  |  |                                   |  |  |                                    |  |
|                                           |                                | Edith Villiers                          | Edward Ernest Villiers                          |  |  |       |  |  |                                   |  |  |                                    |  |
|                                           |                                | Edith Villiers                          | Elizabeth Charlotte Liddell                     |  |  |       |  |  |                                   |  |  |                                    |  |
|                                           |                                | Edith Villiers                          |                                                 |  |  |       |  |  |                                   |  |  |                                    |  |